# J. H. Ingraham

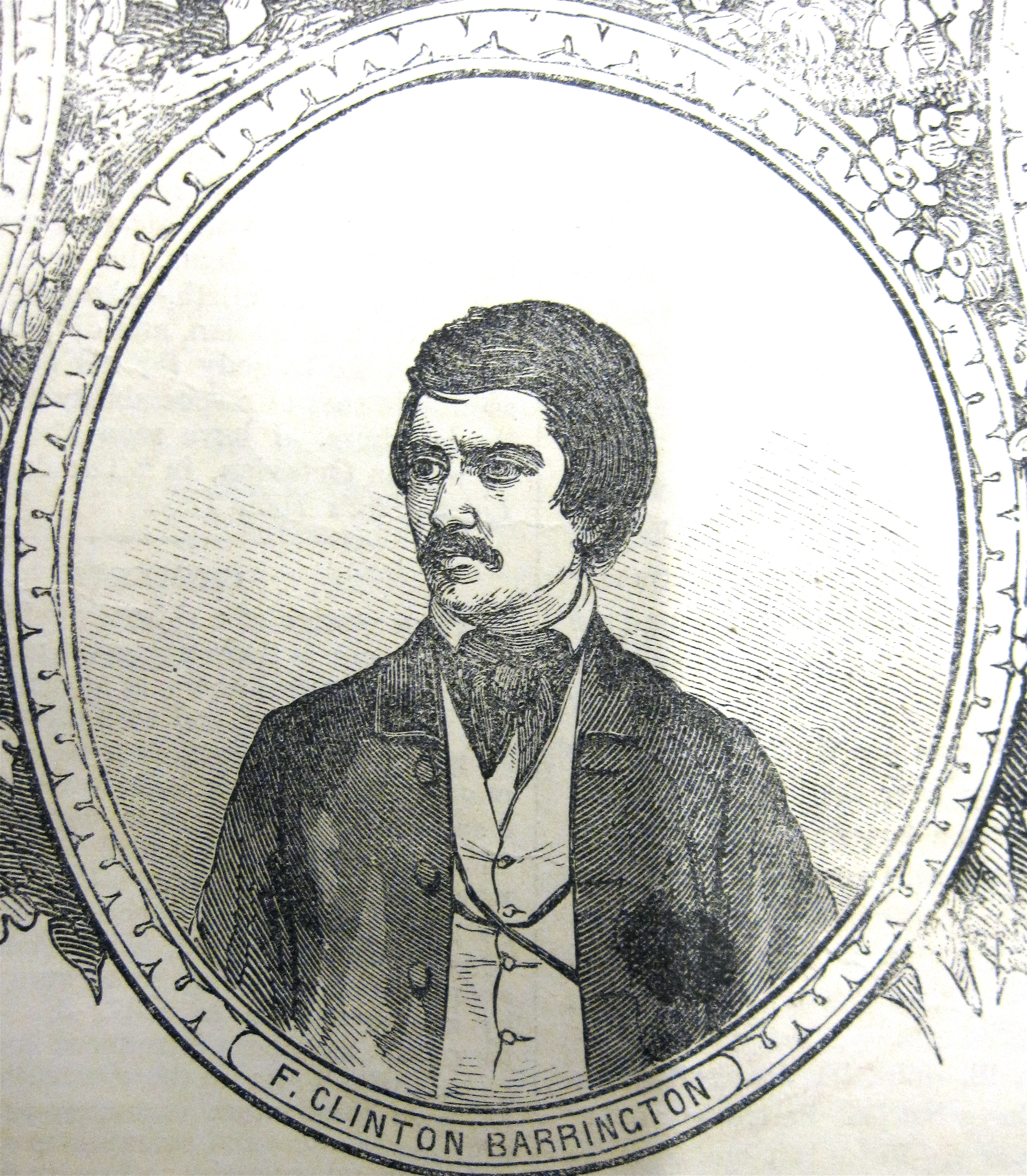
Joseph Holt Ingraham, er schrieb auch unter dem Pseudonym F. Clinton Barrington

Joseph Holt Ingraham (* 26. Januar 1809 in Portland, Massachusetts; † 18. Dezember 1860 in Holly Springs, Mississippi) war ein US-amerikanischer Geistlicher und Autor.

## Leben

### Frühes Leben
Joseph Ingraham wurde in Portland im heutigen Maine als Sohn von James Milk Ingraham und Elizabeth Thurston geboren. Sein Großvater, Joseph Holt, Schiffsarchitekt und Händler von Beruf, nahm seinen Enkel oft mit auf seine Reisen nach Südamerika. In Buenos Aires verbrachte Ingraham große Teile seiner Kindheit, und soll, eigenen Angaben nach, Mitglied einer Revolution der argentinischem Bevölkerung gewesen sein.

### Werdegang
Kurz nach seiner Rückkehr in die USA beschloss er, ähnlich wie sein Bruder, der später ebenfalls als Reverend tätige J. P. T. Ingraham, die Schule zu besuchen. Seine biografischen Aufzeichnungen nennen das Bowdoin College, welches Ingraham besucht haben soll. Doch diesbezüglich gibt es Unklarheiten, da in den Archiven des Bowdoin College Ingraham den Aufnahmetest nicht bestanden haben soll. Das New Yorker Quarterley nimmt jedoch an, dass Ingraham die Yale University besucht, jedoch nicht graduiert habe.
Um etwa 1830 zog Ingraham nach New Orleans und später nach Natchez (Mississippi). Hier versucht er es kurzzeitig als Rechtsanwalt, gab jedoch sein Vorhaben rasch auf und wurde Lehrer am Jefferson College in Washington (Mississippi). Hier begann Ingraham erstmals zu publizieren und veröffentlichte 1835 seinen ersten Roman The Southwest, by a Yankee. Bereits ein Jahr später  folgte 1836 mit Lafitte, the Pirate of the Gulf sein nächster Abenteuerroman.
Burton; or The Sieges, erschienen 1838, erzählt von Aaron Burr und dem Unabhängigkeitskrieg. 1839 wurde Captain Kyd publiziert und zwei Jahre später The Quadroone; or St. Michael's Day. Insgesamt schrieb Ingraham über 80 Romane, die in wöchentlich erscheinenden Zeitungen erstmals der Öffentlichkeit vorgestellt wurden. Obwohl Papier zu dieser Zeit ein Luxusgut war, gab es Zeitungen, die viel Geld dafür boten, in ihrem Blatt ein Werk Ingrahams abdrucken zu lassen.
In Natchez lernte Ingraham Mary Brooks kennen, Tochter von Phillips Brooks, einem Bischof der Episcopal Church aus Massachusetts, die er etwa um 1847 heiratete. Das Paar bekam im Lauf der Zeit vier Kinder, einen Sohn und drei Töchter. 1849 eröffnete Ingraham mit seinen finanziellen Mitteln eine Mädchenschule in Nashville (Tennessee). Dies, wie auch die Erfahrungen innerhalb seiner Familie, müssen wohl mit Gründe dafür gewesen sein, weshalb er beschloss, Theologie zu studieren. Beeinflusst wurde er auch von seinem Bruder, J. P. T. Ingraham, der zu diesem Zeitpunkt Priester  der Christ's Church von Nashville war.
1851 wurde Ingraham Diakon der Trinity Episcopal Church und ein Jahr später, am 7. März 1852, von Bischof Green in der St. Andrews Church in Jackson zum Priester geweiht. Stationen seines geistlichen Wirkens waren Mobile (Alabama), Aberdeen (Mississippi), Riverside (Tennessee) und zuletzt, 1858, Holly Springs, Mississippi.
In jener Zeit begann Ingraham, sich von Abenteuerromanen auf christliche Romane zu spezialisieren. So publizierte er 1855 The Prince of the House of David und 1859 The Pillar of Fire, der knapp 100 Jahre später, 1956, auszugsweise die Vorlage zu Cecil B. DeMilles Bibelverfilmung Die zehn Gebote bildete.

### Tod und Nachwirken
Ingrahams Tod im Jahr 1860 war vermutlich ein Unfall. Beim Unterfangen, am 8. Dezember eine geladene Pistole in eine Schublade in der Sakristei seiner Kirche zu legen, fiel diese zu Boden und gab einen Schuss ab. Die Kugel durchschlug seinen Schenkel und verursachte so schwere innere Verletzungen, dass er zehn Tage später, wenige Wochen vor seinem 51. Geburtstag, verstarb. Sein Sohn Prentiss, der bis dahin unveröffentlichte Romane seines Vaters postum publizierte, übertrug die Rechte in den Verlag Beadle's, in dessen Besitz sich auch heute noch die Originalhandschriften befinden.